# Sanvic
Sanvic is een wijk en voormalige gemeente in de Franse stad Le Havre in het departement Seine-Maritime. Sanvic ligt anderhalve kilometer ten noorden van de stadskern van Le Havre, tegen de grens met Sainte-Adresse.

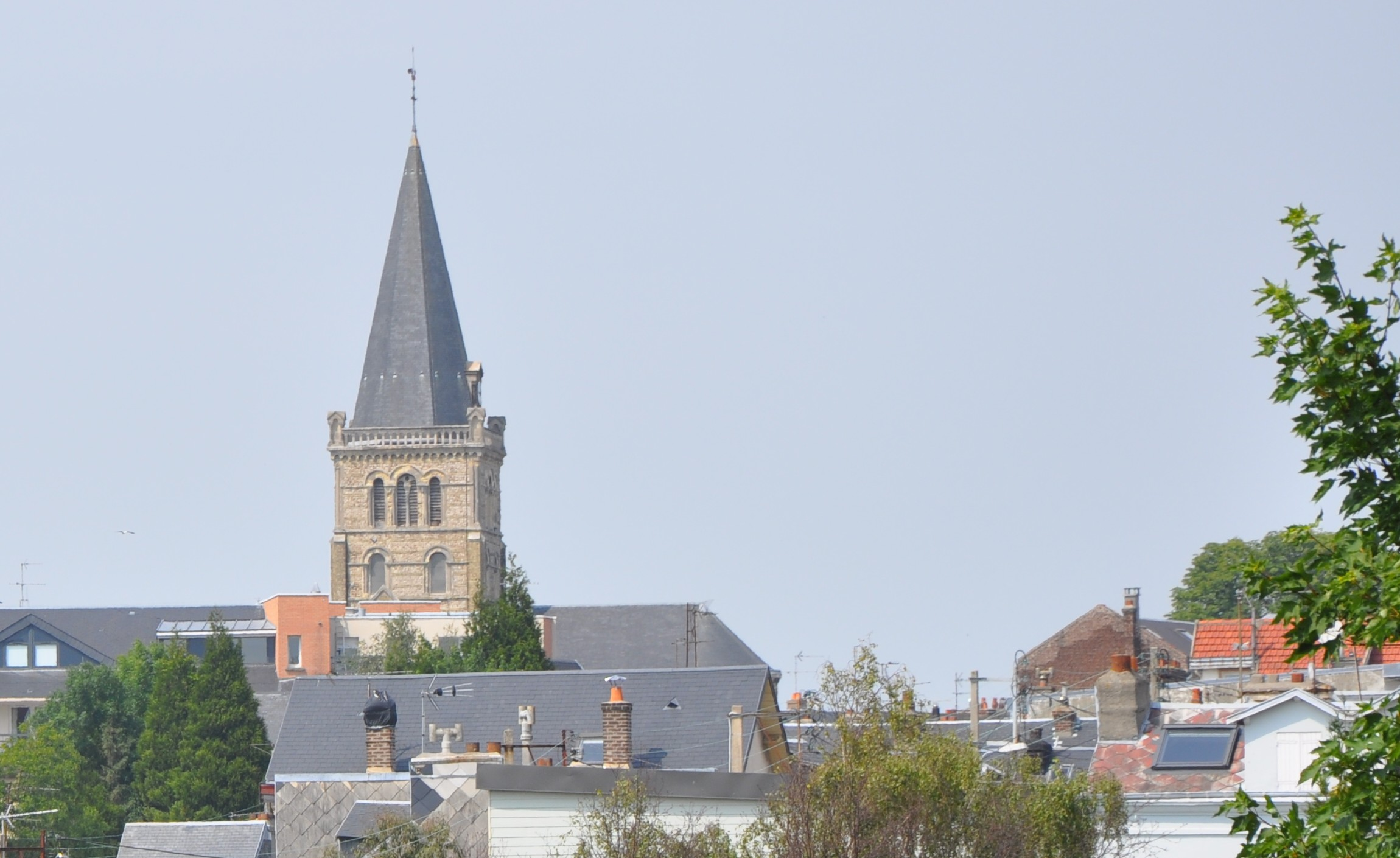
Sanvic en de Église Saint-Denis

## Geschiedenis

Gemeente Sanvic, 2de helft 19de / 1ste helft 20ste eeuw

Oude vermeldingen van de plaats gaan terug tot de 11de eeuw als Sanwic. De 18de-eeuwse Cassinikaart toont hier het dorpje Sanvic.
Op het eind van het ancien régime op het eind van de 18de eeuw, toen de gemeenten werden gecreëerd, werd Sanvic een gemeente.
Midden 19de eeuw werden in het zuidwesten van de gemeente het Fort de Sainte-Adresse opgetrokken als verdediging van de stad Le Havre. Op de zuidoostelijke grens van de gemeente werd het Fort de Tourneville opgetrokken.
Door de uitdijende verstedelijking van de havenstad Le Havre raakte Sanvic in de loop van de 19de en 20ste eeuw vergroeid met de wijk Ingouville en met de stad Le Havre. In 1955 werd de gemeente Sanvic opgeheven en bij de gemeente Le Havre gevoegd.

## Bezienswaardigheden
- De Église Saint-Denis
- Het Fort de Sainte-Adresse, waarin zich een botanische tuin bevindt, de Jardins suspendus.
- Op de gemeentelijke begraafplaats van Sanvic bevindt zich een Franse militaire perk uit de Eerste Wereldoorlog. Het telt ook 3 Britse oorlogsgraven uit de Tweede Wereldoorlog.

Bléville · Eure · Graville · Ingouville · Le Havre · Rouelles · Sanvic